# (25884) Asai
(25884) Asai est un astéroïde de la ceinture principale, de la famille de Hungaria.

## Description
(25884) Asai est un astéroïde de la ceinture principale, de la famille de Hungaria. Il présente une orbite caractérisée par un demi-grand axe de 1,95 UA, une excentricité de 0,08 et une inclinaison de 21,6° par rapport à l'écliptique.

## Compléments